# گروه گاز

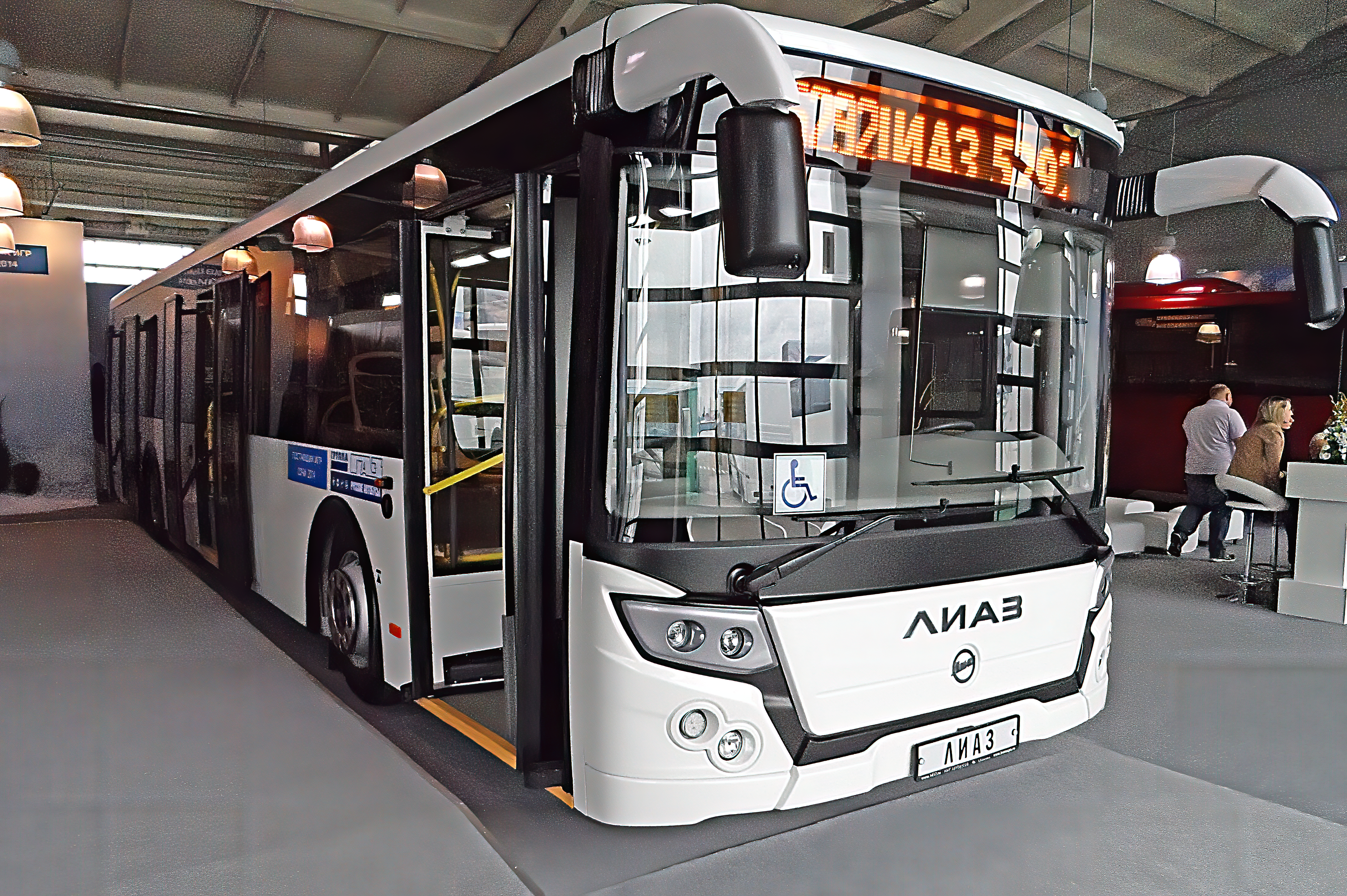
کارخانه اتوبوس لیکینسکی

 گروه گاز (روسی: Группа ГАЗ) یک شرکت خوشه‌ای خودروساز روسی است که مقر آن در نیژنی نووگورود است. این شرکت شامل ۱۸ مرکز تولید در هشت منطقه روسیه و همچنین سازمان‌های فروش و خدمات است.